# Дрогодар
Дрогодар (пол. Drogodar) — польский дворянский герб.

## Описание
В голубом поле, на сером поясе, три серебряный призмы, из коих две на одной линии, а третья под ними; над поясом золотой кавалерский крест, а внизу золотая пчела, вверх летящая.
В навершии шлема три страусовые пера. Герб Дрогодар Фонроберта внесен в Часть 1 Гербовника дворянских родов Царства Польского, стр. 219.

## Герб используют
Вышеописанный герб вместе с потомственным дворянством ВСЕМИЛОСТИВЕЙШЕ пожалован Помощнику Начальника Остроленского Уезда Августину Петрову сыну Фонроберту, по силе статьи 2 пункта 2, статьи 6 пункта 2 и статьи 16 пункта 4 Положения о Дворянстве 1836 года, Грамотою ГОСУДАРЯ ИМПЕРАТОРА и ЦАРЯ НИКОЛАЯ I, 1845 года Марта 13 (25) дня.